# Evangelina Vigil-Piñón
Evangelina Vigil-Piñón es una poeta chicana, autora de libros infantiles, directora de cine, traductora y personalidad televisiva.

## Vida
La familia materna de Vigil-Piñón emigró a Texas a principios del siglo XX desde Parras, México. Cuando era niña, vivió con su abuela materna, con quien comenzó su interés por la literatura. Cuando estaba en sexto grado, su director la envió al Inman Christian Center, una escuela de arte privada en San Antonio, donde asistía con personas de veintitantos años. Más tarde obtuvo una beca para administración de empresas y comenzó sus estudios en la Universidad Prairie View A&M . Se graduó de la Universidad de Houston .[cita requerida]  Estudió en la Universidad de St. Mary y en la Universidad de Texas en San Antonio . Fue editora asistente de Americas Review. Enseña literatura mexicoamericana e hispana estadounidense como profesora adjunta en la Universidad de Houston. Actualmente es reportera de televisión para ABC-KTRK TV Canal 13 en Houston, Texas, se mantiene muy involucrada en los asuntos de su comunidad. Está casada con Mark Anthony Piñón desde 1983 y en 1984 tuvieron un hijo, Marc-Antony Piñón.

## Premios
- Premio del Libro Estadounidense 1983
- Becaria del Fondo Nacional de las Artes

## Obras
- Nade y Nade, Ediciones M&A, 1978
- Thirty an' Seen a Lot. Arte Público Press. 1982. ISBN 978-0-934770-13-2.
- The Computer is Down. Arte Publico Press. 1987. ISBN 978-0-934770-32-3.
- Marina's Muumuu / El muumuu de Marina. Illustrator Pablo Torrecilla. Arte Público Press. 2001. ISBN 978-1-55885-350-8.

### Editora
- - Evangelina Vigil-Piñón, ed. (1987). Woman of Her Word: Hispanic Woman Write. Arte Público Press. ISBN 978-0-934770-27-9.
  - Julián Olivares; Evangelina Vigil-Piñón, eds. (1993). Decade II: an anniversary anthology. Arte Publico Press. ISBN 978-1-55885-062-0.

### Antologías
- Roberta Fernández, ed. (1994). In other words: literature by Latinas of the United States. Arte Publico Press. p. 233. ISBN 978-1-55885-110-8. «Evangelina Vigil pinon.»

## Otras lecturas
- Arte a nuestras puertas: escritores y artistas de San Antonio con Evangelina Vigil-Piñón. Editado por Nan Cuba y Riley Robinson ( Trinity University Press, 2008).

- Datos: Q16143588